# Arc (arma)

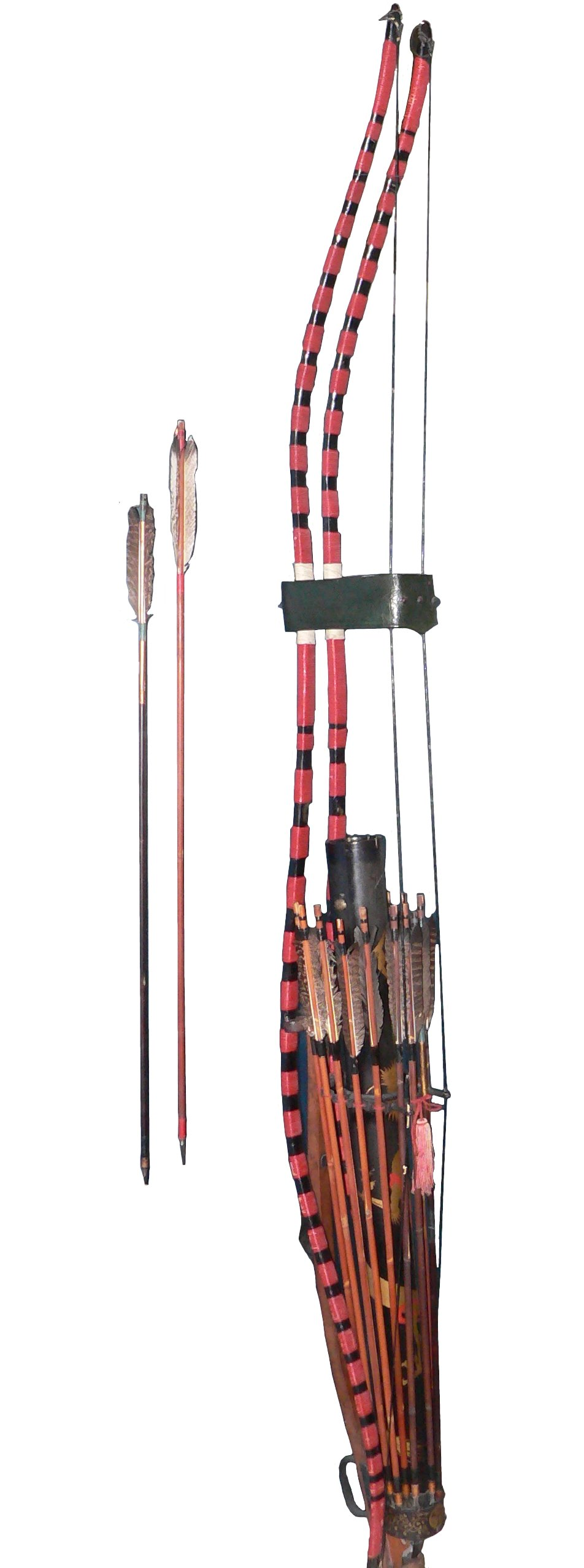
”Yumi”, arc japonès.

Entre les armes tradicionals un arc és una arma de tret destinada a tirar fletxes. També hi ha arcs que poden disparar pedres, bales de fang o metàl·liques (arc de rotlló o arc rotlloner).
Durant milers d'anys arcs i fletxes s'empraren en la caça i en la guerra. Actualment, a part d'algunes tribus primitives, el seu ús es limita a la pràctica esportiva del tir amb arc. També hi ha contrades en que la caça amb arc està autoritzada i regulada. Segons documentació diversa (i relativament confidencial) hi ha forces militars especials que utilitzen arcs i fletxes en operacions discretes o clandestines.
En la mitologia, entre d'altres l'arc és l'atribut de la deessa Diana, de Paris, de Cupido i de Rama, i les fletxes el símbol de Sant Sebastià màrtir, sant patró dels arquers.

## Història

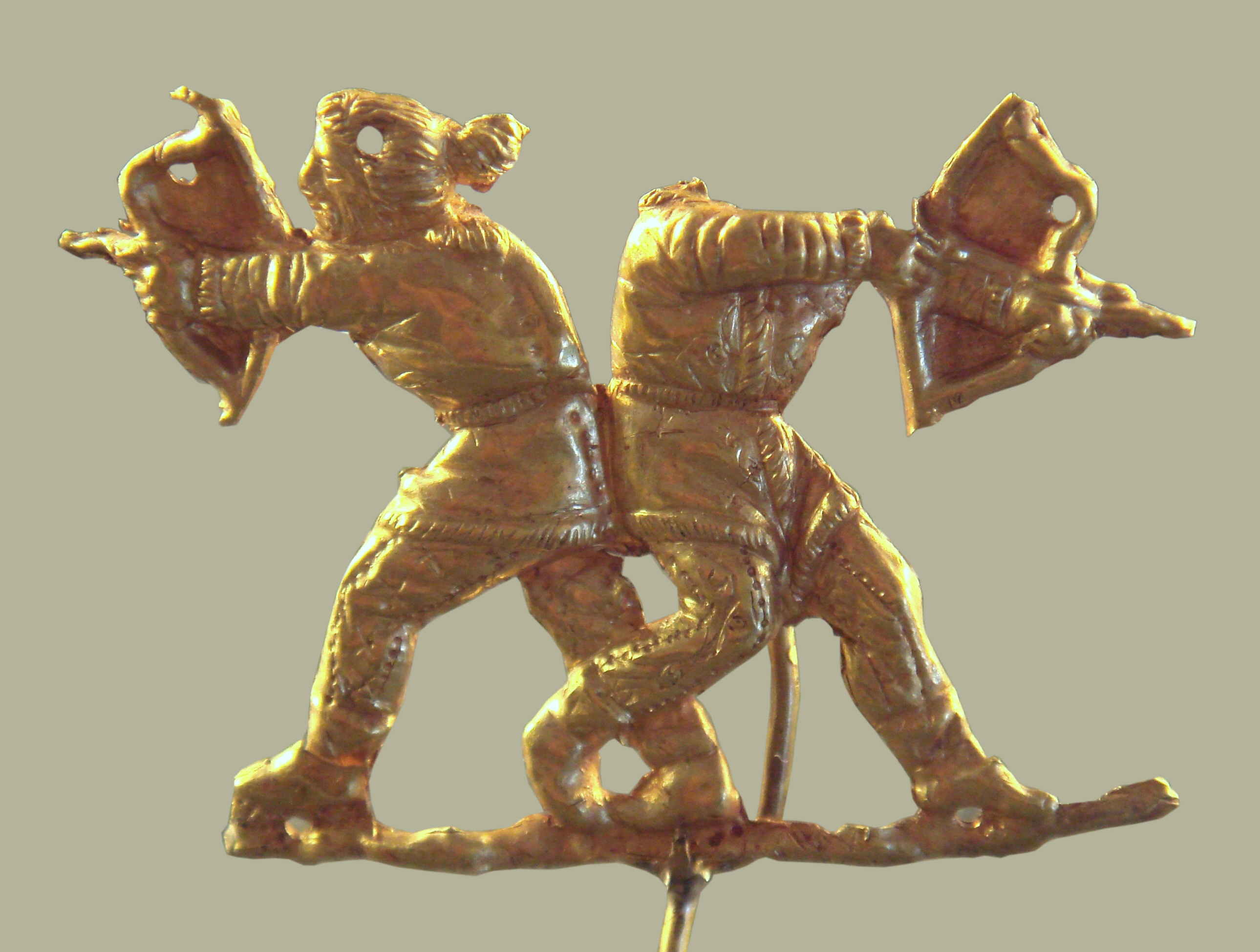
Escites amb arcs, Kertch,s.IV aC.

L'evidència de fletxes més antiga coneguda prové del jaciment sud-africà de la cova Sibudu, on s'han trobat restes d'os i punta de fletxa de pedra que daten aproximadament de fa 60.000-70.000 anys.
A Euràsia, l'arc i la fletxa apareixen (o reapareixen) al voltant de la transició del Paleolític superior al Mesolític. Després del final del darrer període glacial, l'ús de l'arc sembla haver-se estès per totes les regions habitades, tret de les Australasies i la majoria d'Oceania.

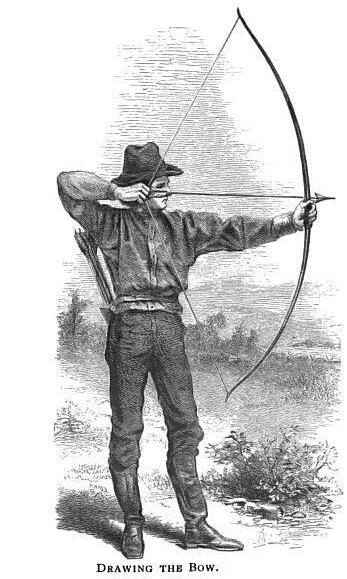
Tensant l'arc, d'un manual de 1908

Les primeres restes definides d'arc i fletxa d'Europa són fragments possibles d'Alemanya trobats a Mannheim-Vogelstang datats fa 17.500-18.000 anys, i a Stellmoor datats fa 11.000 anys. Els punts azilians trobats a Grotte du Bichon, Suïssa, al costat de les restes d'un os i d'un caçador, amb fragments de sílex que es troben a la tercera vèrtebra de l'os, suggereixen l'ús de fletxes fa 13.500 anys.
Al lloc de Nataruk, al comtat de Turkana, Kenya, les pales d' obsidiana trobades incrustades en un crani i dins de la cavitat toràcica d'un altre esquelet, suggereixen l'ús de fletxes com a armes fa uns 10.000 anys. micròlits descoberts a la costa sud d'Àfrica suggereixen que algunes armes de tret poden tenir almenys 71.000 anys d'antiguitat; tanmateix les puntes podrien haver estat emprades en dards tirats amb propulsors i no pas en fletxes veritables.
Els arcs més antics d'una sola peça són els arcs olmegaard de Dinamarca, que es van datar al 9.000 aC. Fa 8.000 anys hi ha diversos arcs a Holmegaard, Dinamarca. Actualment, es fabriquen arcs de fusta d'altes prestacions seguint el disseny d'Holmegaard. Els fragments d'arc Stellmoor del nord d'Alemanya van ser datats al voltant de 8.000 aC, però van ser destruïts a Hamburg durant la segona guerra mundial, abans que es disposés de datació de carboni 14 ; la seva edat s'atribueix per l'associació arqueològica.
L'arc era una arma important tant per a la caça com per a la guerra des de l'època prehistòrica fins a l'ús generalitzat de la pólvora al segle xvi. La guerra organitzada amb arcs va acabar a mitjan segle xvii a Europa, però va persistir fins a principis del segle xix a certes cultures orientals i tribus del Nou Món. A l'Àrtida canadenca es van fer arcs fins a finals del segle XX per caçar caribú, per exemple a Igloolik. L'arc s'ha usat més recentment com a arma de guerra tribal en algunes parts de l'Àfrica subsahariana ; un exemple es va documentar el 2009 a Kenya, quan les persones Kisii i Kalenjin es van enfrontar, provocant quatre morts.
La classe alta britànica va dirigir un renaixement del tir amb arc a finals del segle xviii. Sir Ashton Lever, un antiquari i col·leccionista, va formar la Toxophilite Society a Londres el 1781, sota el patrocini de George, llavors príncep de Gal·les.

## Descripció

Esquema d'un arc de circumferència.c: corda; f: fletxa ; s: arc, d: apotema

La forma d'un arc primitiu es com la de un bastó de fusta flexible o d'una altra matèria elàstica, tensat pels extrems amb una corda o bordó, formant una corba.
L'arc com a propulsor de projectils es basa en l'energia de flexió emmagatzemada quan l'arquer tensa la corda. Energia que es transmet, en gran part, al projectil. Accelerant-lo i disparant-lo a gran velocitat.
Les fletxes són els projectils que disparen els arcs. Les ballestes disparen tretes (passadors, cairells, matrassos…). La forma física i les dimensions de les dues varietats són molt diferents. El terme sageta és un terme definit de forma ambigua en alguns diccionaris que, segons alguns, caldria reservar per a usos literaris. Ramon Llull associava les sagetes amb les ballestes però també amb els arcs. Albert Jané i Riera va exposar en un article que fletxa era un sinònim més modern que sageta. Alfons el Magnànim tenia “un arch anglès amb fletxes...” El TERMCAT defineix fletxa i sageta com a sinònims.
| «                                                    | ... haja a tenir jubet o espatleres, lanca, espasa, punyal, bacinet o paves, o jubet e cuyraces, bacineta, gorjera o golero, ballesta e troch (croc) e LXX passadors o arch et XL fletxes... | » |
| — Document de Pere el Cerimoniós? Sense data c 1377. | |   |

### Encordar l'arc

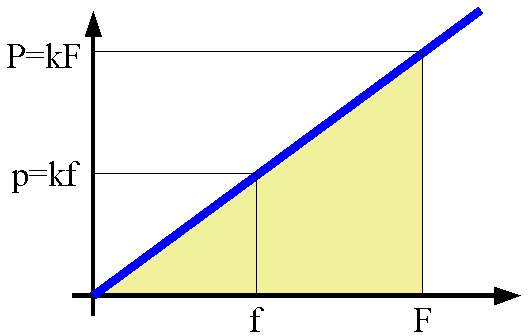
Gràfic d'una molla. *Abcisses=deformació
- Ordenades=força aplicada---
- L'energia potencial és l'àrea per sota de la recta blava. L'àrea d'un arc pre-tensat (trapezi) és més gran que la d'un arc sense tensió prèvia (triangle), si hom manté el mateix nivell de deformació (fletxa geomètrica).

Encordar un arc és l'operació de muntar la corda entre els extrems de l'arc, flexionant els extrems i deixant-lo en posició de tirar projectils (generalment fletxes). Un arc sense encordar pot adoptar formes diverses (una peça de fusta gairebé recta en els “longbow”; una peça que recorda la forma de la lletra M en alguns arcs mongols, i ´quasi circular en els arcs coreans). Un cop encordat la forma final recorda la d'un arc de cercle (bastant regular en els arcs tradicionals de fusta i amb formes més irregulars en els arcs mongols i recorbats).
En els arcs més potents no és fàcil encordar un arc. Cal força i destresa. Cada tipus d'arc necessita una tècnica especial.
- En el certamen de l'arc de l'Odissea d'Homer són freqüents els errors de traducció en moltes llengües per desconeixement de l'acció d'encordar, armar o muntar un arc.

#### Justificació física
La flexió inicial de l'arc permet emmagatzemar més energia de flexió a l'hora de disparar (vegeu la figura).

## Mecànica del tir
En el tir d'una fletxa, l'estudi físic- estàtic i dinàmic- del conjunt de l'arquer, l'arc i la fletxa des de l'inici fins que la fletxa es clava a la diana, és relativament complex. Sortosament la fotografia i la filmació a alta velocitat permeten observar i estudiar, a “càmera lenta”, tots els moviments i fenòmens associats.

### Tensar i apuntar
Just abans de tirar l'arquer ha d'apuntar a la diana mantenint l'arc tensat i exercint una força considerable. Es tracta d'un interval que pot considerar-se estàtic. La fletxa està parada i tota l'energia de propulsió s'emmagatzema a l'arc flexionat.

#### Fletxa coplanaria o no

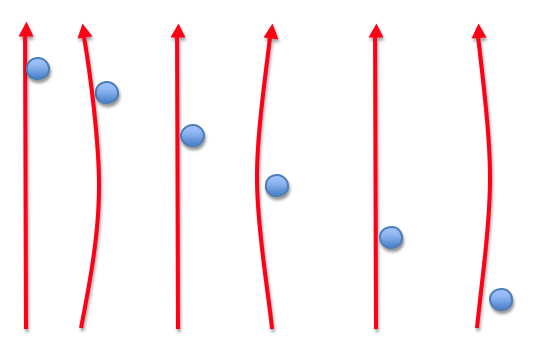
Deformació esquemàtica de la fletxa durant el tir.

Trajectòria de la fletxa en funció de la seva rigidesa

En els arcs moderns la fletxa se situa i es mou (de manera simplificada) en el pla que defineixen la corda i l'eix longitudinal de l'arc (tensat o destensat). En la mesura que l'arc no és recte, aquest “eix” tampoc no és recte. Una descripció més precisa seria parlar de la fibra neutra (des del punt de vista de les tensions) de l'arc. En un arc encordat la fibra neutra adopta la forma d'una corba plana. En un arc tensat per a disparar la fibra neutra és una corba plana més tancada.
La corda sempre és coplanaria, amb l'arc encordat tensat o destensat. En els arcs moderns la fletxa és coplanària. Per contra, en molts arcs antics (incloent el longbow) la fletxa forma un petit angle amb el pla definit per la corda i la fibra neutra de l'arc. En l'interval d'acceleració posterior al moment inicial, la fletxa es flexiona més i està sotmesa a més vibracions que una fletxa coplanaria. La pràctica ha demostrat que una fletxa no coplanària ha de ser més rígida.

### Acceleració
Un cop l'arquer deixa anar la corda la fletxa s'accelera i surt disparada. El temps d'acceleració és de l'ordre de 20 mili segons. Des d'una forma recta inicial la fletxa es flexiona durant l'acceleració i es posa a vibrar. Durant el vol les vibracions van minvant fins al moment de l'impacte.

#### Paradoxa de l'arquer
En el tir amb fletxes no coplanàries, la fletxa apunta en una direcció diferent de la diana. Malgrat aquesta posició inicial aparentment “incorrecta” la fletxa va a parar a la diana. D'aquí la qualificació de paradoxa. És el mode de vibració de la fletxa el que permet que la trajectòria es corregeixi.
Les fletxes coplanàries també vibren un cop l'arquer ha tirat. La corda vibra lateralment. Aquest comportament es pot observar en videos a càmera lenta.

## Varietats
No hi ha una manera universal de classificar les diferents varietats d'arcs. Els sistemes habituals de classificació es basen en la forma del perfil lateral, en els materials de construcció, en la forma de la secció de les pales i altres.

### Segons el perfil
- Arc senzill
- Arc recorbat
- Arc reflex
- Arc de politges

### Segons els materials
- Arc d'una peça
  - monòxil, quan l'arc és de fusta
  - unitari o monolític, quan l'arc és metàl·lic o de materials sintètics
- Arc compost de diversos materials

### Segons la secció de les pales
- Arcs de secció particular
  - en els arcs primitius la secció era aproximadament circular
  - en el longbow la secció s'assembla a la lletra D
- Arcs plans, la secció és rectangular

## Models tradicionals i moderns
Alguns dels arcs tradicionals, des dels més antics a altres més recents, són prou coneguts i hi ha artesans que en fabriquen reproduccions. Molts d'aquests models d'arc han estat objecte d'estudi i hi ha obres especialitzades que informen sobre les seves particularitats. Es relacionen alguns d'aquests arcs a continuació, sense cap ordre cronològic.

### Arc monòxil
Els arcs fets d'una sola peça de fusta foren els primers en ser usats. En la seva forma primitiva es basaven en una branca de fusta sense treballar. Ja des del Neolític es feien d'una ascla de fusta amb els braços afuats.

#### Arc de Holmegaard
Els arcs més antics de món corresponen al període Mesolític (cap al 9000 aC) i foren trobats al jaciment de Holmegaard (Dinamarca). Es tracta d'arcs llargs (entre 150 y 170 cm) fets d'una sola peça de fusta. Els exemplars més antics són de fusta d'om. Els més moderns de teix.
El puny és relativament prim i pla, però prou ample (amplada en sentit davant-darrere). Les pales s'eixamplen a partir del puny i van disminuint cap els extrems. La secció és la d'una lletra D molt aplanada prop del puny (amb la part convexa cap al davant) i s'arrodoneix cap a les puntes.
|  |  |

#### Arc llarg
La denominació moderna indica un arc de llargària igual a l'alçada de l'arquer i d'una forma abans de disparar seguint una corba simple. L'arc desencordat és aproximadament recte o molt poc corbat. Les dimension venen donades pel límit de flexió del material. A igualtat de potència un arc simple ha de ser molt més llarg que un arc compost.
Entre els arcs llargs tradicionals hi ha el longbow.

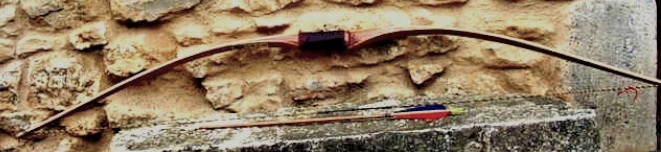
Arc llarg amb fletxa de fusta.

### Arc escita
Els escites eren arquers a cavall. Els arcs escites eren molt petits, amb els extrems de les pales molt corbats i flexibles. L'empunyadura estava corbada cap a la corda. El cos de l'arc era relativament rígid.
Hom suposa que els escites (o els seus antecessors) foren els inventors de l'arc compost, fabricat de materials diversos units per cola animal.

### Arc japonès
L'arc japonès és un arc compost i llarg a la vegada. Desencordat és relativament recte. Una de les seves característiques és la seva forma asimètrica. La part inferior des de l'empunyadura és sensiblement més curta que la part superior.

### Arc coreà
És un arc compost que desencordat adopta la forma d'un cercle gairebé tancat del tot.

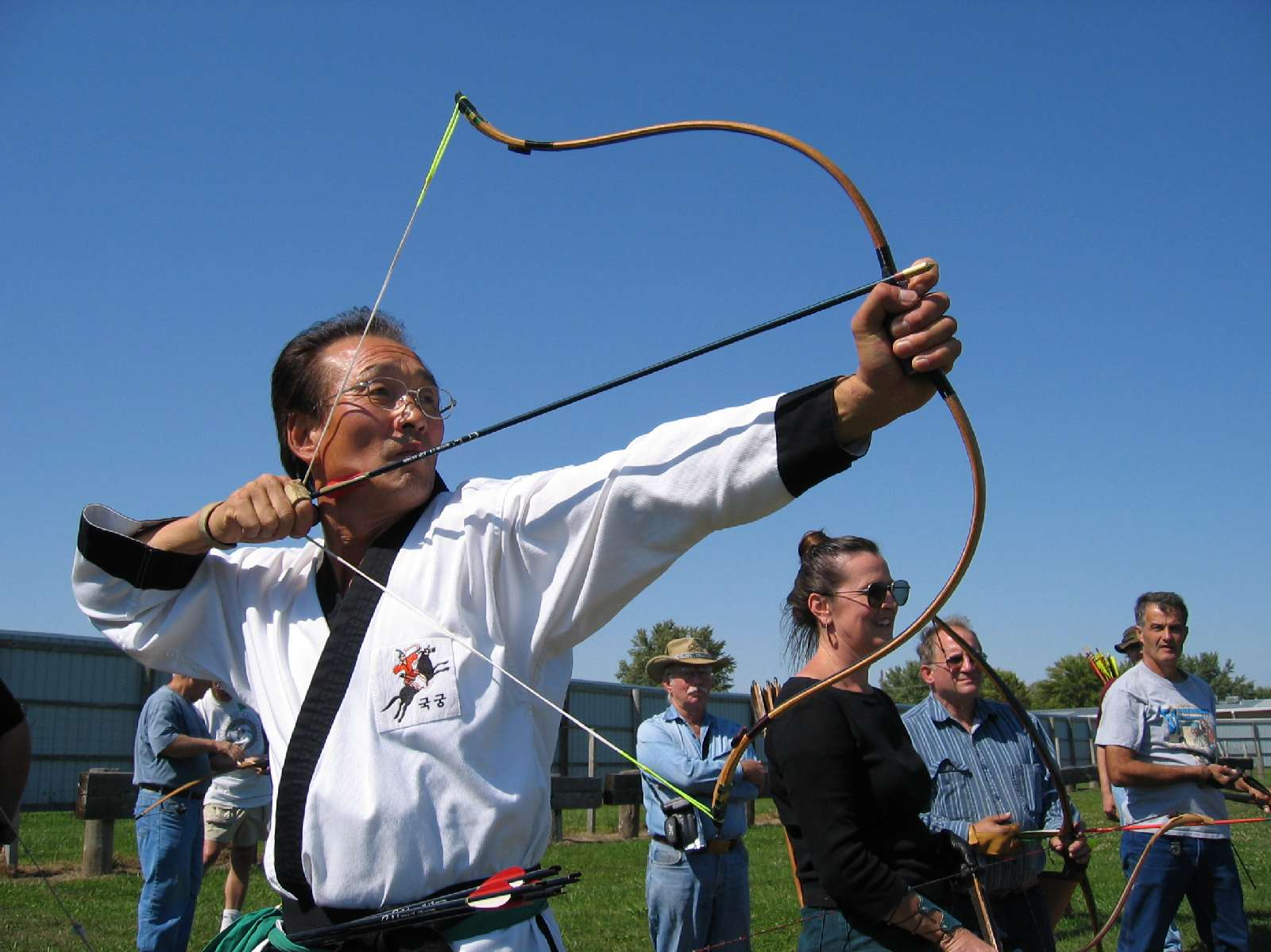
Arc coreà modern a punt de tirar. L'arquer és el mestre Heon Kim.
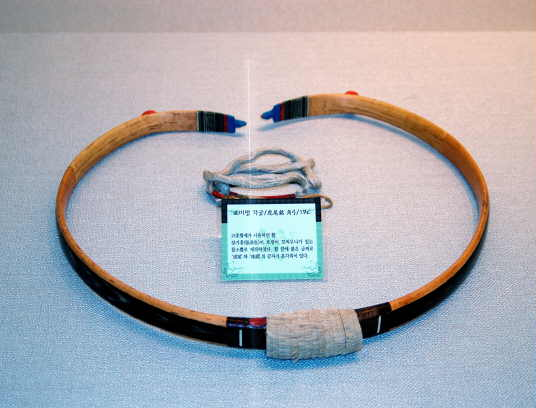
Arc coreà desencordat.

### Arc dels natius d'Amèrica del nord
Els més habituals eren de fusta reforçada amb tendons a la part exterior. La secció de les pales era plana i rectangular. Una solució molt efectiva des del punt de vista científic. A igualtat de material l'energia de flexió pot ser més gran que amb altres seccions (rodona, ovalada, en forma de lletra D…).

### Arc delsInuit
En els arcs reforçats amb tendons a la part anterior (sotmesa a tracció), els tendons es fixen amb cola animal i queden units formant un sol cos amb la resta de l'arc. En els arcs esquimals, els tendons es trenen en forma de petits cordons i van simplement superposats a la part anterior de l'arc. La seva disposició permet aprofitar la capacitat de resistir les forces de tracció dels tendons sense dependre de cap cola d'unió (que no resistiria les condicions extremades de baixa temperatura).

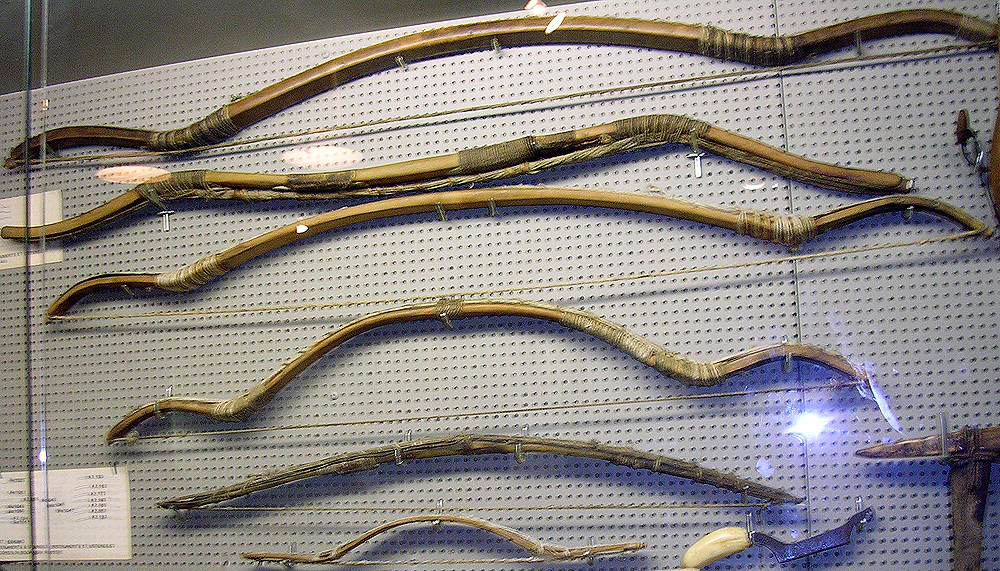
Arcs inuit amb cordons de tendons a la cara frontal.

### Arc de tir al blanc
Els arcs de tir al blanc moderns poden ser d'una peça o de pales desmuntables. Es basen en el sistema d'arc recorbat i tenen un cos sòlid, empunyadura anatòmica, pales de fibra de vidre i cordes de fibres sintètiques. Entre els accessoris habituals hi ha un reposa-fletxes, un clic i un botó amortidor. La corda té un anell de centratge de la fletxa (o similar). Són freqüents els sistemes amortidors amb contrapesos muntats en braços afegits al cos de l'arc. El sistema de mira està format per un visor de dimensions i característiques limitades pels reglaments.

### Arc de politges
En els arcs normals la força de retenció necessària abans de tirar (i mentre l'arquer apunta) és igual a la potència de l'arc. La força de retenció en els arcs de politges és sensiblement inferior a la potència de l'arc. L'arquer pot apuntar exercint una força moderada i disposar de tota la potència a l'hora de tirar.

## Materials de l'arc

### Fusta

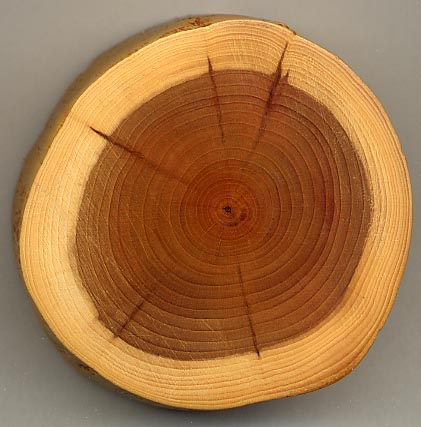
Tall transversal d'un tronc de teix, on es veuen bé 27 anells de creixement, el duramen (la fusta fosca) i l'albeca (la fusta clara).

Els primers arcs foren de fusta, d'una sola peça (monòxils). Els arcs primitius probablement es construïen d'una branca prima i relativament recta d'un arbre i no es treballaven gaire (fora de llevar l'escorça). Aquestes branques usades en brut, considerant la distribució de les tensions de la peça (en el tronc i les branques d'un arbre la part exterior treballa a tracció i el nucli treballa a compressió) eren més difícils de trencar (la fusta és molt resistent a la tracció i no tant a la compressió; una branca sencera sotmesa a flexió necessita un esforç més gran per a trencar-se que una peça de fusta del mateix diàmetre però treballada i sense tensións superficials). Per moltes raons els arcs de temps remots es tallaren i s'afinaren, adoptant una forma fusiforme desencordats. Més gruixits al centre i més prims als extrems. De qualsevol manera, un testimoni relativament modern com Gerald de Gal·les (c. 1146 – c. 1223) parlava dels arcs gal·lesos fets d'una branca en brut però molt potents.

#### Fustes populars
Per a arcs monòxils les fustes més populars són les següents.
- Teix
- Freixe
- Om
- Avellaner
- Bois d'arc (Maclura pomifera).[45][46][47]

- Bambú (no és una fusta)
- Canya d'Índies (no és una fusta)
- Tiges de les fulles de palma.[48]

Per a arcs laminats o composts de fustes diferents les fustes són les mateixes. Com a nucli de la secció poden emprar-se varietats més toves com la catalpa o la tulípia.

### Banya
Hi ha diversos testimonis sobre arcs construïts de banya de cabra o altres animals. Homer parla de l'arc de Pàndar a la Ilíada i de l'arc d'Ulisses a l'Odissea. Heròdot, en els Nou llibres d'història esmentà les tribus i l'armament de l'exèrcit de Xerxes. Els licis en formaven part, amb arcs de banya i fletxes de canya.
Un viatger del segle xix parla dels arcs de banya dels kurds, de gairebé sis peus de llarg.
Des del punt de vista tecnològic, la banya (en general totes les banyes) és un material resistent a la flexió, a la tracció i a la compressió i relativament elàstic i tenaç. Es pot conformar a la forma desitjada mitjançant una temperatura moderada (deformació plàstica en calent) i la peça manté la forma quan es refreda.

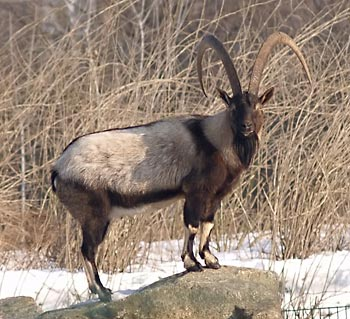
Capra aegagrus aegagrus
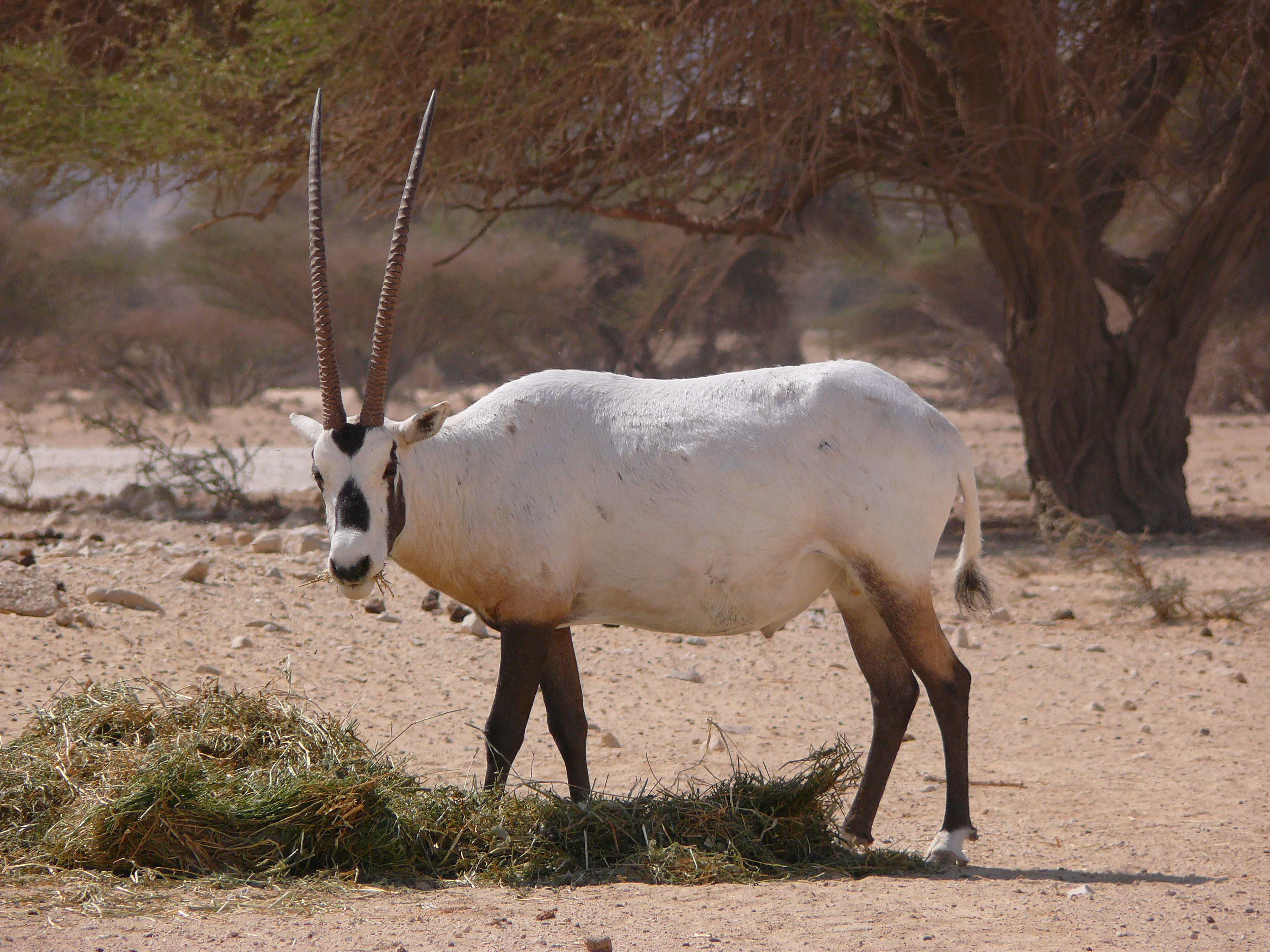
Òrix d'Aràbia

### Os
Hi ha diverses referències sobre arcs totalment construïts d'os. Des del punt de vista tecnològic els ossos dels animals són massa rígids i fràgils comparats amb els materials anteriors. Aparentment eren usats i molt preuats pels natius americans de les planures. Quan se'ls preguntava sobre la seva fabricació responien que eren productes de la màgia ("medicine"). Potser es tractava d'ossos parcialment descalcificats per algun procediment secret i misteriós.

### Metalls i aliatges
En els segles xix i xx alguns arcs esportius i militars -d'una peça o desmuntables- es fabricaren d'acer trempat. També hi ha aliatges d'alumini aptes per a fabricar arcs d'una sola peça, laminats o no.
Molts arcs moderns es basen en un cos central metàl·lic amb dues pales de materials compòsits desmuntables.

### Materials combinats
Des de temps molt antics es fabricaren arcs combinant diversos materias naturals. Una solució molt freqüent era la de reforçar amb tendons d'animals un arc de fusta. Els tendons s'enganxaven amb cola animal a la part exterior de l'arc (que treballa a tracció). Un perfeccionament d'aquest mètode fou reforçar la part interior de l'arc (que treballa a compressió) encolant peces de banya.
Una variant en la combinació de materials la representen els arcs tradicionals japonesos, amb braços relativament plans i de secció rectangular formats per dues cares de bambú encolades sobre una làmina interna de fusta de catalpa.

### Materials compòsits
Els materials compòsits usats en els arcs són de dues menes: flexibles i rígids. Els primers són els que es flexen notablement quan s'encorda l'arc i quan es para abans de tirar. Els rígids són aquells que no es deformen en cap moment (en rigor només es deformen de manera imperceptible).
Les pales modernes acostumen a ser de “fibra de vidre” (una matriu de resina reforçada amb teixit de fibres de vidre) totalment o en part. Els compòsits de fibra de carboni, molt més rígids, poden usar-se en el cos de l'arc i altres peces.

## Materials de les cordes
Les cordes tradicionals es fabricaven amb fibres naturals, d'origen vegetal o animal. Això és: cànem, lli, seda, crins, tendons,... Les cordes modernes es basen en fibres sintètiques.
- La Saga de Njál narra la mort de Gunnar Hámundarson, sol contra molts enemics, quan la seva dona Hallgerður refusa tallar-se alguns cabells per a fer una corda per l'arc del seu marit. Així es volia venjar d'una bufetada prèvia que havia rebut.[61]

## Materials de les fletxes

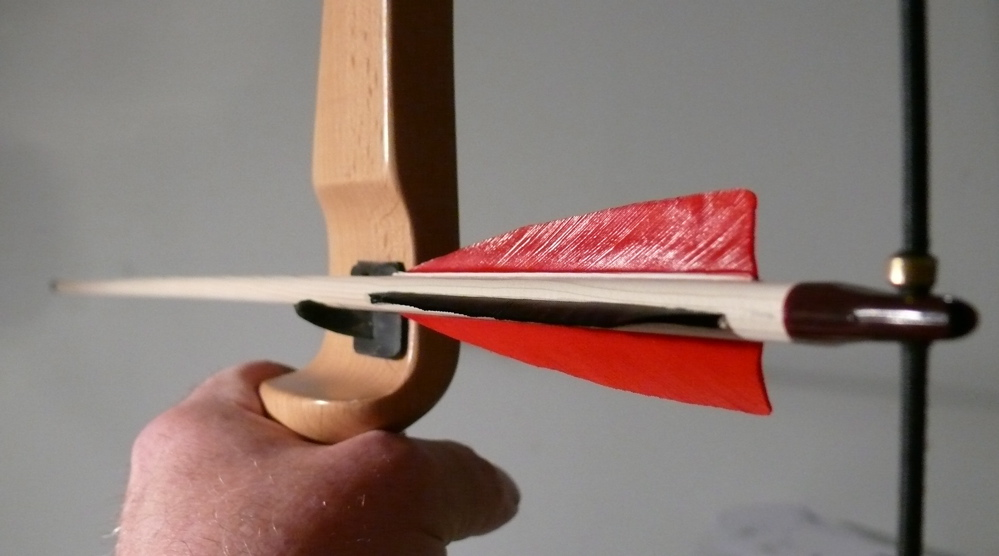
Detall de la part posterior d'una fletxa moderna. Es pot observar el culatí de plàstic i l'empenatge.

Una fletxa consta de quatre parts: tija, punta, culatí i empenatge.
Les fletxes antigues tenien tiges de fusta lleugera, vímet o canyes apropiades. L'empenatge era de plomes d'au, tallades pel mig i retallades de diverses formes. Es fixaven a la part posterior de la fletxa amb cola animal o resines vegetals i se solien assegurar amb fils diversos. Les puntes eren molt variades. Inicialment de materials naturals d'origen animal (os, banya, espines de peix, punxes de porc espí…) o mineral (sílex, obsidiana…). Posteriorment de metall o aliatges (coure, bronze, ferro, acer…). El culatí, en cas d'existir, era sovint de banya.
Les fletxes modernes poden ser amb tiges de fusta lleugera massissa o amb tiges tubulars d'aliatges d'alumini o de fibra de carboni. Els empenatges són de materials plàstics, simplement encolats amb un adhesiu fort.

## Sostenir un arc
Hi ha diverses maneres de tirar amb arc. La mà que sosté l'arc és sempre la contrària a la dominant. Una persona dretana sosté l'arc amb la mà esquerra.

## Tensar l'arc

### Sistema occidental

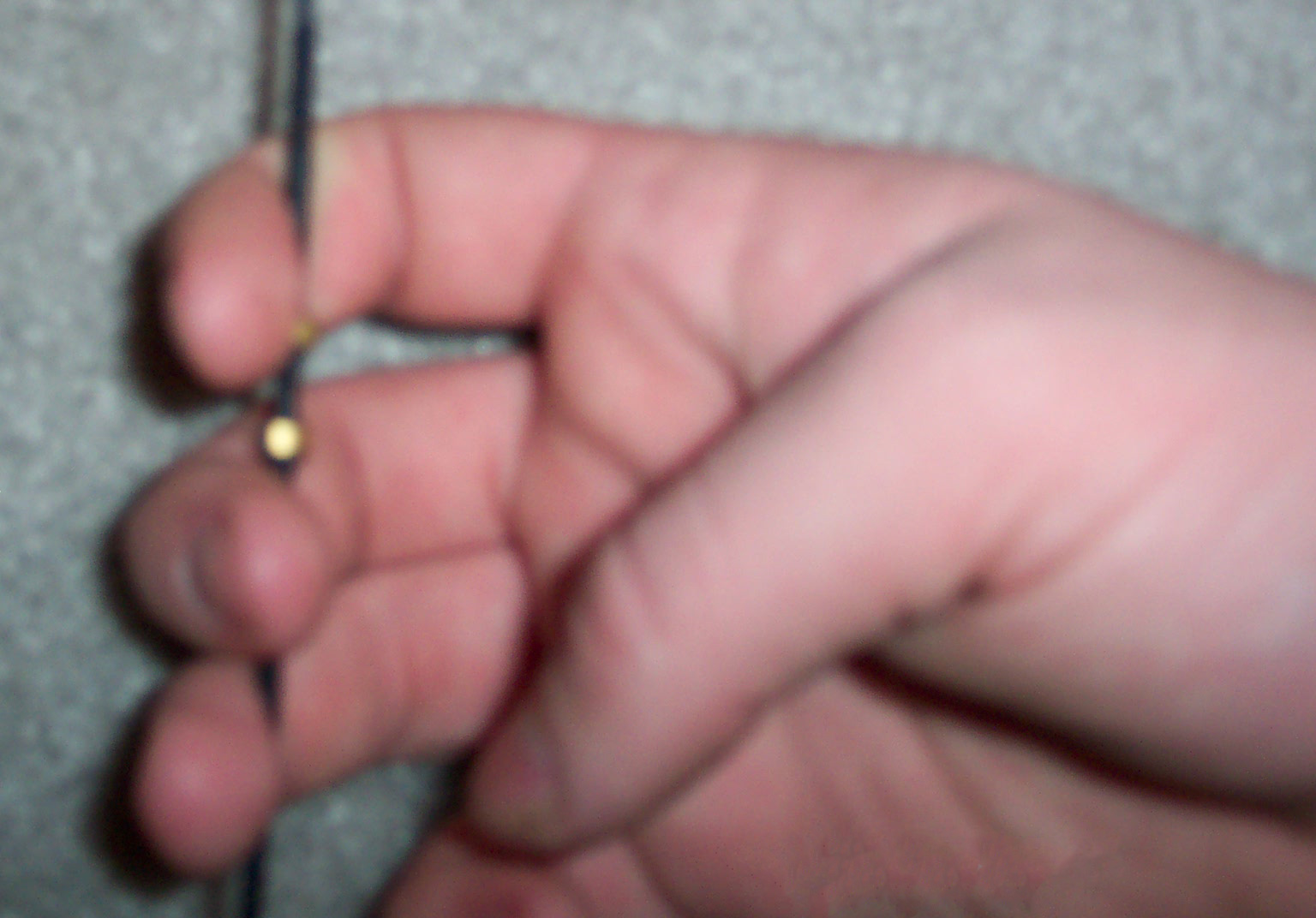
Sistema occidental o mediterrani d'agafar corda i fletxa

Amb l'arc vertical la fletxa queda del costat de la mà que sosté l'arc. Si és la mà esquerra la fletxa reposa al costat esquerre de l'arc. Si hom gira l'arc noranta graus, deixant l'arc horitzontal, la fletxa no caurà, en reposar per sobre de l'arc.
Per a posar la fletxa en posició inicial, s'encaixa l'osca de la part posterior de la fletxa en la corda de l'arc. La part davantera de la tija reposarà prop de la mà de l'arc (en un encaix o reposador, en els arcs moderns; sobre la mateixa mà en arcs antics).
La manera típica de subjectar corda i fletxa és amb els extrems de dos o tres dits (índex, dit del mig i anular). La corda queda retinguda pels palpissos dels dits implicats, doblegant una mica les falanges distals corresponents i situant-se la corda en la ruga que deixa l'articulació.

### Sistema oriental

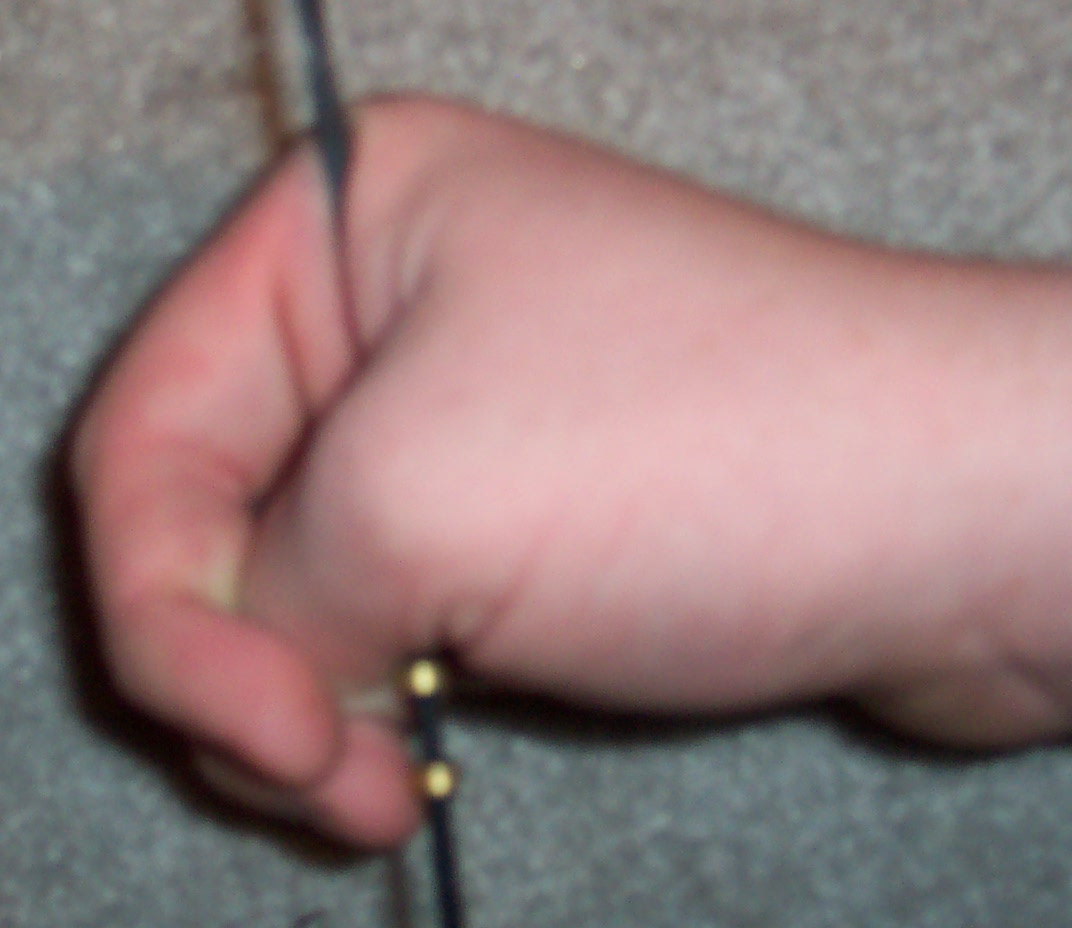
Tensat de la corda a l'estil mongol.

Amb l'arc vertical la fletxa es disposa del costat de la mà que tiba. La corda es tensa amb el polze i l'index (i altres dits) ajuda pressionant pel damunt contra el polze doblegat sobre la corda. Sovint l'arquer emprava un anell més o menys rígid que col·locava en el polze.
- Amb els arcs turcs i coreans l'arquer acostuma a emprar un anell que es posa al polze. L'anell protegeix el polze i millora la subjecció de la corda abans de tirar.
  - En un inventari català sense determinar hi figura: “...ítem un anell rodon de banya negra, d'arch de fletxa...”[65]

### Sistema modern d'exhibició
Hi ha un arquer actual virtuós del seu art que, per qüestions de velocitat de tir, disposa les fletxes a l'estil oriental. La seva habilitat es pot veure en videos.

## Fets documentats
Hi ha algunes anècdotes documentades que mostren l'ús de l'arc al llarg dels temps. Vegeu alguns exemples, ordenats cronològicament, a continuació.
- 5400-5200 aC. Al jaciment neolític de La Draga es va recuperar un arc de teix sencer i fragments d'altres. Es considera l'arc neolític més antic d'Europa.[68]

- c 3300 aC. Entre els objectes relacionats amb Ötzi consten un arc de fusta de teix i unes poques fletxes de tintillaina Viburnum lantana. Els ramblers catalans portaven un bastó de fusta de tintillaina. L'arc, una peça de 180cm, estava a mig fer. Les fletxes estaven trencades. Dins d'un buirac de pell hi havia una cordeta molt basta, probablement destina a ser corda de l'arc.[69][70]

- 353 aC. Filip II de Macedònia va perdre l'ull dret en el setge de Metone per una fletxa disparada per un arquer anomenat Àster. Diu la llegenda que la fletxa feridora duia la nota: “Destinada a l'ull dret de Filip”. Filip va contestar amb una altra fletxa amb una nota que condemnava a mort l'autor del tret. Quan la ciutat de Methone es reté, Àster fou capturat i executat.[71][72]

- 999 o 1000. A la batalla de Svolder es parla de la intervenció de dos arquers: Einar Tambarskjelve i Finn.

- 1156. Segons la llegenda el samurai Minamoto no Tametomo, un home molt fort, va enfonsar un vaixell del Clan Taira amb una fletxa sense punta tirada a la línia de flotació.[73]

- 1314. Batalla de Bannockburn. L'única derrota d'un exèrcit anglès amb arquers i “longbows”.[74][75][76]

- 1346. Batalla de Crécy

- 1380. Pere el Cerimoniós demana dos arcs turcs (dels més forts de la seva cambra; indicant que en tenia uns quants) per a donar-los a un turc convers.[77]

- 1415. Batalla d'Azincourt

- 1461. En el testament i inventari de Carles de Viana consten dos arcs anglesos i quatre arcs turcs.[78]

- 1461. Un decret d'Eduard IV d'Anglaterra obligava als importadors de vi i altres mercaderies a aportar 4 doles de teix, aptes per a fer arcs, per cada tona importada.[79][80]

- 1466. En les negociacions del matrimoni de Pere el Conestable de Portugal amb Margarida de York (matrimoni que finalment no reeixí) hi havia la demanda de 3000 arquers anglesos per a participar en la Guerra Civil catalana.[81]

- 1795. El turc Mahmoud Effendi, secretari de l'ambaixador de Turquia a la Gran Bretanya - amb un arc turc- va tirar una fletxa a 480 iardes (una iarda és molt semblant a una alna de València), aproximadament 439 metres.[82]
  - En una pel·lícula del director Henry Hathaway (The Black Rose, 1950) es comparen la precisió d'un longbow i un arc mongol en època de Khublai Khan.

- 1813. A la batalla de Leipzig un nombre important de genets Baixkirs lluitaren amb arcs i fletxes.[83]

- 1876. Batalla de Little Bighorn.[84]

## Tractats
Les obres escrites relacionades amb els arcs fletxers, els tractats toxològics, permeten consultar molts aspectes tècnics i alguns fets històrics prou rellevants. A continuació una mostra de tractats ordenats cronològicament.
- 1545. Toxophilus, the schole of shootinge conteyned in two bookes. Roger Ascham.[85]

- 1792. An Essay on Archery: Describing the Practice of that Art, in All Ages and Nations. Walter Michael Moseley.[86]

- 1801. The English Bowman: Or, Tracts on Archery. Thomas Roberts.[87]

- 1827. A treatise on archery: or, the art of shooting with the long bow. Thomas Waring[88]

- 1831. The British Archer, Or, Tracts on Archery. Thomas Hastings.[89]

- 1840. The Book of Archery. George Agar Hansard.[90]
- 1845. Anecdotes of Archery: From Earliest Ages to the Year 1791. Ely Hargrove.[91]

- 1856. Archery. Horace Alfred Ford.[92]

- 1878. The Witchery of Archery: A Complete Manual of Archery. Maurice Thompson.[93]

- 1894. North American Bows, Arrows, and Quivers. Otis T. Mason.[94]

- 1912. Handbook of American Indians North of Mexico. Frederick Webb Hodge.[95]

- 1939. Wood for Archery. United States Forest Service.[96]

- 1949. Handbook of South American Indians (Arcs dels natius sud-americans). Julian Haynes Steward.[97]

- 2019. The Warrior's Tools: Plains Indian Bows, Arrows and Quivers. Eric Smith.[98]